# Paus Johannes V
Johannes V (Syrië, geboortedatum onbekend - sterfplaats onbekend, 2 augustus 686) was paus van 23 juli 685 tot 2 augustus 686.
Johannes V was de eerste van negen pausen van oostelijke afkomst, Grieken en Syriërs (uitgezonderd paus Gregorius II).
Cursief: tegenpaus